# آلین سومارواتا
آلین سومارواتا بازیگر استرالیایی است که در بازهٔ سال‌های ۲۰۱۱ تا ۲۰۱۳ در مجموعه‌هایی چون خانه و دوری و شرق غرب ۱۰۱ ایفای نقش کرده‌است. او همچنین در فصل‌های ۶ تا ۸ مجموعهٔ حملهٔ متقابل بازی کرده‌است.

## اوایل زندگی
سومارواتا در تهران، ایران متولد شد. او در هفت‌سالگی به همراه خانواده‌اش به استرالیا مهاجرت کرد. سومارواتا بورسیهٔ تحصیلی برای حضور در شرکت تئاتر جوانان استرالیا دریافت کرد و بعداً در دبیرستان هنرهای نمایشی نیوتاون تحصیل کرد. او به صورت پاره‌وقت در یک شرکت حقوقی و یک شرکت حسابداری کار می‌کرد و در همان زمان، از دانشگاه مک‌کواری با دو مدرک لیسانس بازرگانی و حقوق فارغ‌التحصیل شد.

## فعالیت حرفه‌ای
از اولین نقش‌آفرینی‌های سومارواتا، بازی در مجموعهٔ تلویزیونی اندونزیایی کناپا آدا سینتا بود. در سال ۲۰۰۹، سومارواتا در نقش یاسمین ون کورز در مینی‌سریال شاهد دروغین بازی کرد. او پیش از ایفای نقش در نجات: عملیات ویژه و شرق غرب ۱۰۱، در مجموعهٔ خانه و دوری در قالب شخصیت می استون نقش‌آفرینی کرده بود.
سومارواتا در نقش ایزابلا فورتینو در فیلم کوتاه اسب تاریک بازی کرده‌است. سومارواتا برای ایفای آن نقش، برندهٔ جایزهٔ بهترین بازیگر زن در فیلم کوتاه از جشنوارهٔ فیلم‌های زیرزمینی ملبورن شد. سال بعد، سومارواتا در فیلم‌های گشت دریایی و گره‌زدن ظاهر شد.
در ۵ دسامبر ۲۰۱۱، اعلام شد که سومارواتا در نقش ونسا ویلانته به بازیگران مجموعهٔ همسایه‌ها پیوسته‌است. سومارواتا و خانواده‌اش برای این کار از سیدنی به ملبورن نقل مکان کردند تا او بتواند در صحنه‌های فیلم‌برداری حاضر شود. شخصیت سومارواتا در سال ۲۰۱۳ نوشته شد. او در سال ۲۰۱۵ سه بار به عنوان مهمان در این مجموعه حضور پیدا کرد، و در سال ۲۰۱۹ دوباره به عنوان نقش اصلی در همسایه‌ها بازی کرد.
در سال ۲۰۱۶، سومارواتا در نقش گریسی نوین به ششمین فصل سریال حملهٔ متقابل پیوست که پخش آن در سال ۲۰۱۷ آغاز شده بود. او این نقش را در فصل هفتم و هشتم که به ترتیب در سال‌های ۲۰۱۹ و ۱۴ فوریهٔ ۲۰۲۰ پخش شد نیز تکرار کرد.

## زندگی شخصی
سومارواتا با دون هانی، بازیگر استرالیایی، ازدواج کرده‌است. آن‌ها دو دختر دارند.

## فیلم‌شناسی
| سال                   | عنوان                      | نقش                               | توضیحات                                    |
| --------------------- | -------------------------- | --------------------------------- | ------------------------------------------ |
| ۲۰۰۴                  | آثار روح: مقدمه            | کلارا وودز                        | تله‌فیلم                                    |
| ۲۰۰۵                  | سفر باورنکردنی مری برایانت | نانی                              | ۲ قسمت                                     |
| ۲۰۰۷                  | مرثیه مرگ                  | سارا                              | فیلم کوتاه                                 |
| ۲۰۰۸                  | تروریست                    |                                   | فیلم کوتاه                                 |
| ۲۰۰۸                  | اختاپوس                    | جین                               | فیلم کوتاه                                 |
| ۲۰۰۹                  | شاهد دروغین                | یاسمین ون کورز                    | این فیلم با عنوان دیپلمات هم شناخته می‌شود. |
| ۲۰۰۹                  | خانه و دوری                | می استون                          | ۹ قسمت                                     |
| ۲۰۰۹                  | نجات: عملیات ویژه          | بروک هنلی                         | قسمت: نجات در کوه‌های آبی                   |
| ۲۰۰۹                  | شرق غرب ۱۰۱                | سوفیا آنگلتون                     | ۷ قسمت                                     |
| ۲۰۰۹                  | اسب سیاه                   | ایزابلا فورتینو                   | فیلم کوتاه                                 |
| ۲۰۱۰                  | گشت دریایی                 | سیلوانا گورسکی                    | قسمت: در عمق زیاد                          |
| ۲۰۱۰                  | گره‌زدن                     | جولی                              | قسمت: خوابگردی                             |
| ۲۰۱۱                  | مرد سوزان                  | پرستار                            | فیلم                                       |
| ۲۰۱۲–۲۰۱۳، ۲۰۱۵، ۲۰۱۹ | همسایه‌ها                   | ونسا ویلانته                      | نقش اصلی (۱۸۰ قسمت)                        |
| ۲۰۱۵                  | مری: ساختن یک شاهزاده خانم | شاهدخت الکساندرا، کنتس فردریکسبرگ | تله‌فیلم                                    |
| ۲۰۱۶                  | جک آیریش                   | صاحب گالری                        | ۲ قسمت                                     |
| ۲۰۱۷                  | حملهٔ متقابل: قصاص          | سرجوخه گریسی نوین                 | نقش اصلی                                   |
| ۲۰۱۹                  | حملهٔ متقابل: انقلاب        | سرجوخه گریسی نوین                 | نقش اصلی                                   |
| ۲۰۱۹                  | زندگی من قتل است           | مورگانا فینچ                      | قسمت: «پاهای خاکی»                         |
| ۲۰۲۰                  | حملهٔ متقابل: انتقام        | سرجوخه گریسی نوین                 | نقش اصلی                                   |